# Distrito histórico de Icehouse
El distrito histórico de Icehouse es un distrito histórico ubicado en Selma, Alabama, Estados Unidos.

## Descripción
El distrito tiene una extensión de 116 acre (46,9 ha) y contiene 213 edificios contribuyentes y 141 estructuras no contribuyentes. Está delimitado por el boulevard J.L. Chestnut, Jr. (anteriormente avenida Jeff Davis) en el norte, las orillas del Arroyo Valley en el oeste, la avenida Dallas en el sur y las calles Union y Lapsley en el este. El distrito incluye ejemplos de neotudor, american Craftsman, neocolonial británico y otros estilos residenciales de principios del siglo XX. El distrito es un vecindario de pequeñas residencias de madera y ladrillo que albergan una mezcla de familias de ingresos bajos y medios a lo largo de calles arboladas. Fue agregado al Registro Nacional de Lugares Históricos el 28 de junio de 1990.